# 테살로니카의 시메온

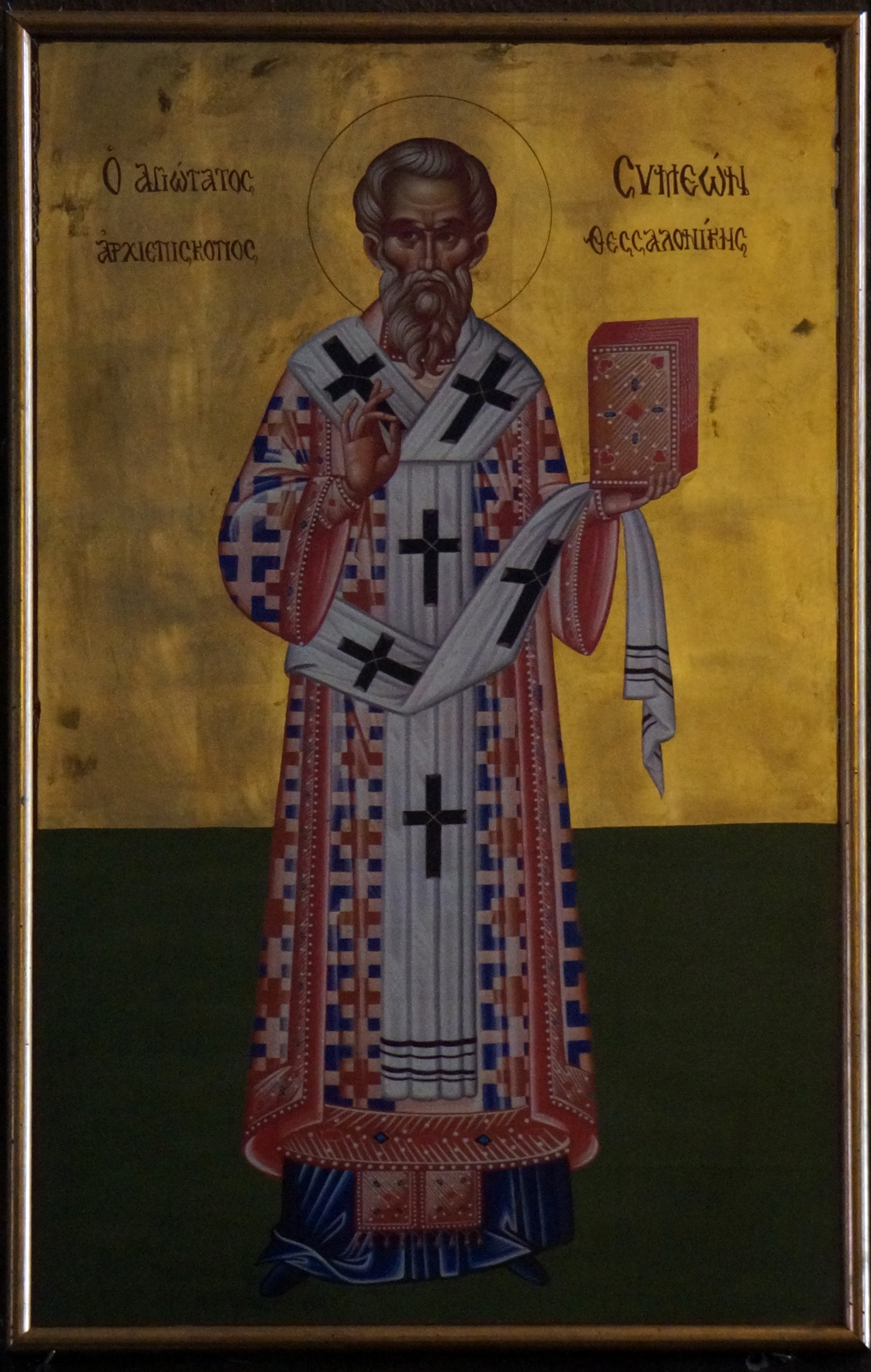

테살로니카의 성 시메온(1381년경 - 1429)은 수도자, 주교이자 신학자였다.

## 생애
시메온은 대략 1381년에서 1387년 사이에 콘스탄티노폴리스에서 태어났다. 그리고 그곳에 있는 수도원 중 한 곳, 아마도 크산토폴루이 수도원에서 수도사가 되었다.
시메온은 1416년 혹은 1417년부터 1429년에 사망할 때까지 테살로니카의 대주교였다. 그의 수품은 콘스탄티노폴리스 총대주교청에 속한 교회 위계에 대해 확립된 관행에 따라 콘스탄티노폴리스에서 거행되었다.
시메온이 1416-17년에 대주교로 도착했을 때, 테살로니카는 오스만 군대들에게 포위되어 있었다. 그는 1422년 6월에 조용히 도시 밖으로 빠져나와 콘스탄티노플로 가서 테살로니카를 보호하기 위한 더 많은 군대를 보내도록 황제를 설득했다. 그는 아토스산까지만 도착하여 포위 공격을 시작한 오스만 군대를 간신히 잡히지 않았다. 아토스산에서 시메온은 테살로니카로 돌아갈 것을 결심했다. 이 시점부터 시메온은 오스만의 술탄 무라트 2세(1421~1451)의 포위 공격을 받고 있는 특히 어려운 시기에 도시를 통솔했다. 콘스탄티노폴리스의 황제로부터 도움을 전혀 받지 못하자, 테살로니카 총독 안드로니코스 팔라이올로고스는 해양 공화국이 오스만 제국의 손에서 테살로니카를 보호할 것이라는 희망을 갖고 도시를 베네치아에 넘기기로 결정했다.
그러나 베네치아의 통치는 오스만 제국의 포위 공격을 막을 수 없었고 도시의 상황은 여전히 절망적이었다. 시메온은 자신의 로고스 히스토리코스에서 이 사건들을 묘사한다. 그는 테살로니카가 1430년 3월 결국 오스만인들에 함락되기 직전인 1429년 9월쯤에 사망했다.

## 저작
시메온은 많은 신학 및 전례 작품을 저술했는데, 1683년 이아시에서 불완전하게 편집되었고, 미뉴에 의해 PG 155에서 재인쇄되었다. 그는 또한 Balfour가 출판한 정치-역사 작품과 신학 저작물(Ἔργα θεολογικά)에서 볼 수 있는 다수의 짧은 작품, 강해 및 사목 서한을 남겼다. 그 밖에도 시메온은 수많은 찬송가와 사제직에 관한 담론을 지었다. 그의 작품 중 가장 광범위한 것은 PG 155:33부터 696까지 이어지는 '그리스도 안에서의 대화'이다. 이 작품은 긴 반이단 부분으로 시작하여 각 교회의 종교적 예배를 다루고 있다.
예수 기도에 관한 그의 저작 중 일부는 필로칼리아에 포함되어 있기도 하다.

## 공경
시메온은 1981년 그리스 정교회에서 시성되었다. 축일은 9월 15일이다.

## 추가 읽기

### 작품
- Politico-Historical Works, ed. David Balfour (Vienna, 1979) - includes the Greek text of the Logos Historikos.
- Ἔργα θεολογικά, Ἁγίου Συμεὼν ἀρχιεπισκόπου Θεσσαλονίκης, 1416/17-1429 (Theological works of St. Symeon, Archbishop of Thessalonika, 1416/76-1429) ed. & intro. David Balfour. (Thessaloniki, 1981).
- Treatise on prayer : an explanation of the services conducted in the Orthodox Church ; translated by H. L. N. Simmons.  The Archbishop Iakovos library of ecclesiastical and historical sources ; 9. (Brookline, MA, 1984)
- The Liturgical Commentaries, original Greek, Eng. translation, introductory commentary, ed. Steven Hawkes-Teeples (Toronto, 2011).
- 'Logos Historikos' (English translation) in Venice and Thessalonica 1423-1430: Greek Accounts, trans. John R. Melville-Jones (Padua, 2006), pp. 87–142
- 'A Discourse on the Priesthood to a Pious Monk', in On the Priesthood and the Holy Eucharist (According to St. Symeon of Thessalonica, Patriarch Kallinikos of Constantinople and St. Mark of Ephesus), trans. George D. Dragas (Rollinsford NH, 2004)

## 2차 자료
- Eugenia Russell, 'Symeon of Thessalonica and his message of personal redemption', in Spirituality in Late Byzantium, ed. * Eugenia Russell (Newcastle upon Tyne, 2009), pp. 33–43
- D. Balfour, 'St Symeon of Thessalonica: a polemical hesychast', in Sobornost; 4:1 (1982), pp. 36-21